# کریم طاهرزاده بهزاد
کریم طاهرزاده بهزاد (زادهٔ ۱۲۶۷، تبریز - درگذشتهٔ ۱۳۴۲، تهران) مهندس و معمار ایرانی و از فعالان جنبش مشروطه‌خواهی در تبریز بود.
کریم طاهرزاده بهزاد در سال ۱۲۶۷ خورشیدی در تبریز متولد شد. در سن ۱۹ سالگی به مشروطه‌خواهان پیوست و سپس وارد فرقه اجتماعیون عامیون (سوسیال دموکرات) و عضو فداییان تبریز شد. او عهده‌دار سرپرستی مدافعان سنگر محله چرنداب تبریز بود و پس از تسلیم کلیه محلات شهر به گروه محله امیرخیز به رهبری ستارخان پیوست.
پس از کشته شدن شمار زیادی از مشروطه‌خواهان او به ناچار ایران را ترک کرد و به استانبول رفت و در رشته معماری تحصیل کرد. سپس تحصیلات خود را در همین رشته در آکادمی معماری برلین ادامه داد. او در سال ۱۳۰۵ به ایران بازگشت و به فعالیت در رشته معماری پرداخت. کتاب سرآمدان هنر (۱۳۰۲) که پژوهشی دربارهٔ هنر و معماری ایران است حاصل کار او و چند تن از روشنفکران مهاجر در برلین است.
کریم طاهرزاده بهزاد در مردادماه ۱۳۴۲ در تهران در سن ۷۵ سالگی درگذشت و در امامزاده قاسم به خاک سپرده شد. او برادر نقاش معروف، حسین طاهرزاده بهزاد بود.

## آثار معماری
- آرامگاه فردوسی (بین سال‌های ۱۳۱۳–۱۳۰۷)[پانویس ۱]
- بیمارستان‌های قدیمی امام رضا (بین سال‌های ۱۳۱۳–۱۳۰۸)
- ساختمان اداری بیمارستان شاهرضا در مشهد (بین سال‌های ۱۳۱۳–۱۳۰۸)
- دبیرستان شاهرضا در مشهد (۱۳۱۰)
- تئاتر شیر و خورشید در مشهد (بین سال‌های ۱۳۱۳–۱۳۰۸)
- دانشگاه جنگ در تهران (۱۳۱۴)
- هنرستان راه‌آهن در تهران (بین سال‌های ۱۳۲۰–۱۳۱۹)
- ساختمان امور اداری راه‌آهن در تهران (بین سال‌های ۱۳۲۵–۱۳۱۹)
- ساختمان اداره پاسبانی راه‌آهن (۱۳۱۹)
- ایستگاه راه‌آهن سمنان (۱۳۱۷)
- ساختمان اداری کارخانه چیت‌سازی در بهشهر (بین سال‌های ۱۳۱۷–۱۳۱۴)[۱]

## نگارخانه

طاهرزاده بهزاد و فردریک تالبرگ، با یونیفرم رسمی راه آهن ایران، در نمایشگاه و جشن بنا نهاد راه آهن
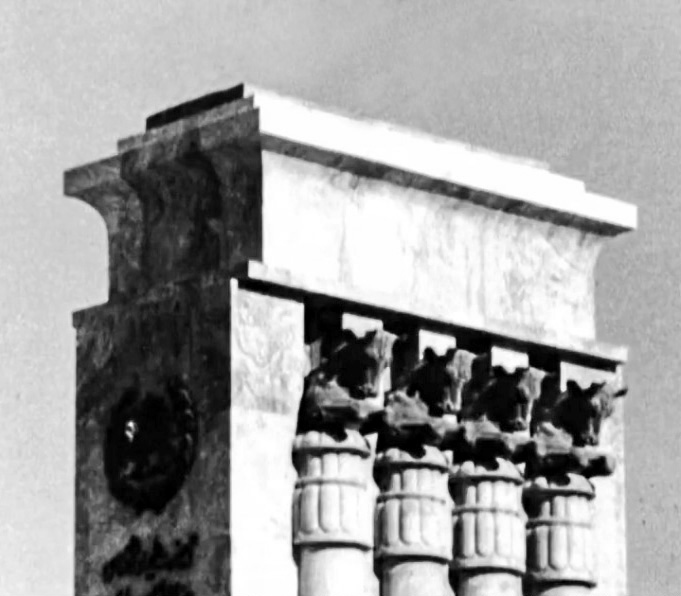
سازه هخامنشی میدان شاه پیشین (شهدا فعلی) مشهد

## کتاب‌ها
- سرآمدان هنر، برلین، ۱۳۹۰.
- سرگذشت لوله‌کشی تهران، تهران، ۱۳۴۱.
- قیام آذربایجان در انقلاب مشروطیت ایران، تهران، ۱۳۳۴.
- نهضت هنری زمان رضاشاه پهلوی (۲ جلد)، منتشرنشده.[۲]